# Ville historique de Grand-Bassam
La ville historique de Grand-Bassam est un exemple urbain colonial de la fin du XIXe siècle et de la première partie du XXe siècle, classée au patrimoine mondial de l'UNESCO.
Elle suit une planification par quartiers spécialisés dans le commerce, l’administration, l’habitat européen et l’habitat autochtone.
Le site comprend, également, le village de pêcheurs africains des N’zima et des exemples d’architecture coloniale, comme des maisons fonctionnelles dotées de galeries, de vérandas et de nombreux jardins. Ancienne capitale portuaire, économique et juridique de la Côte d'Ivoire, elle témoigne des relations sociales complexes entre les Européens et les Africains, puis du mouvement en faveur de l’indépendance. Grand-Bassam comprend aussi le plus grand village artisanal de l'Afrique de l'Ouest.

## Histoire
Selon la tradition, Bassam tire son nom de l'expression nzima Bazouam, ce qui signifie "aide moi à porter ma charge". Cette expression était la phrase que l'on entendait quotidiennement sur le littoral de Grand-Bassam.

### XVIIesiècle

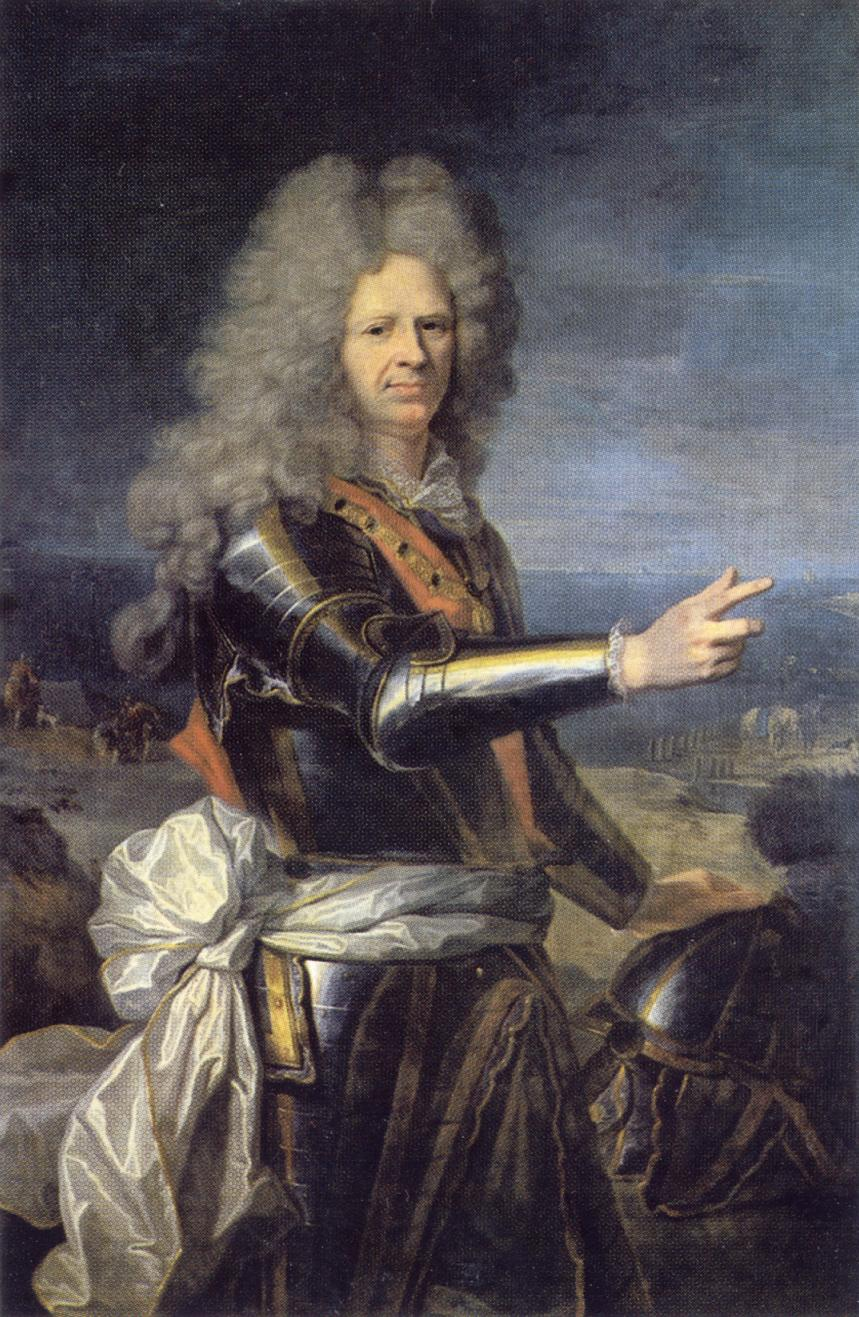
Jean-Baptiste du Casse

Les premiers contacts des Français avec Grand-Bassam et la Côte de l'Or ont lieu au XVIIe siècle. En novembre 1687, le chevalier Damon et l'officier des Armées navales françaises, Jean-Baptiste du Casse sont reçus à Aboisso par le roi Zéna (ou Kyena) de Krindjabo, capitale du royaume du Sanwi. Le roi Kyena leur remet deux jeunes noirs assiniens : Banga et Aniaba qui vivront à la cour de Louis XIV. Le 15 décembre 1687, le Souverain Nzema Amoissy signe un traité d'amitié et d'alliance avec Jean-Baptiste du Casse.
Mais, durant près de cent quarante ans environ (1701-1838), les Français, Anglais et Hollandais désertent la Côte Est. Néanmoins, les N'Zima de Grand-Bassam et d'Assinie gardaient un souvenir des premiers contacts noués : le passé avec Ducasse, le chevalier Damon, Loyer, Tibierge était encore vivace. C'est sous le règne de Louis-Philippe que les relations se renouvèlent.

### XIXesiècle

#### 1838-1843: explorations et contacts avec les N'Zima
En 1838, le capitaine de corvette Édouard Bouët-Willaumez entreprend un voyage d'exploration dans le Golfe de Guinée à la demande des négociants bordelais en vue d'y implanter le commerce français en même temps qu'il était chargé de mettre fin à la traite négrière.

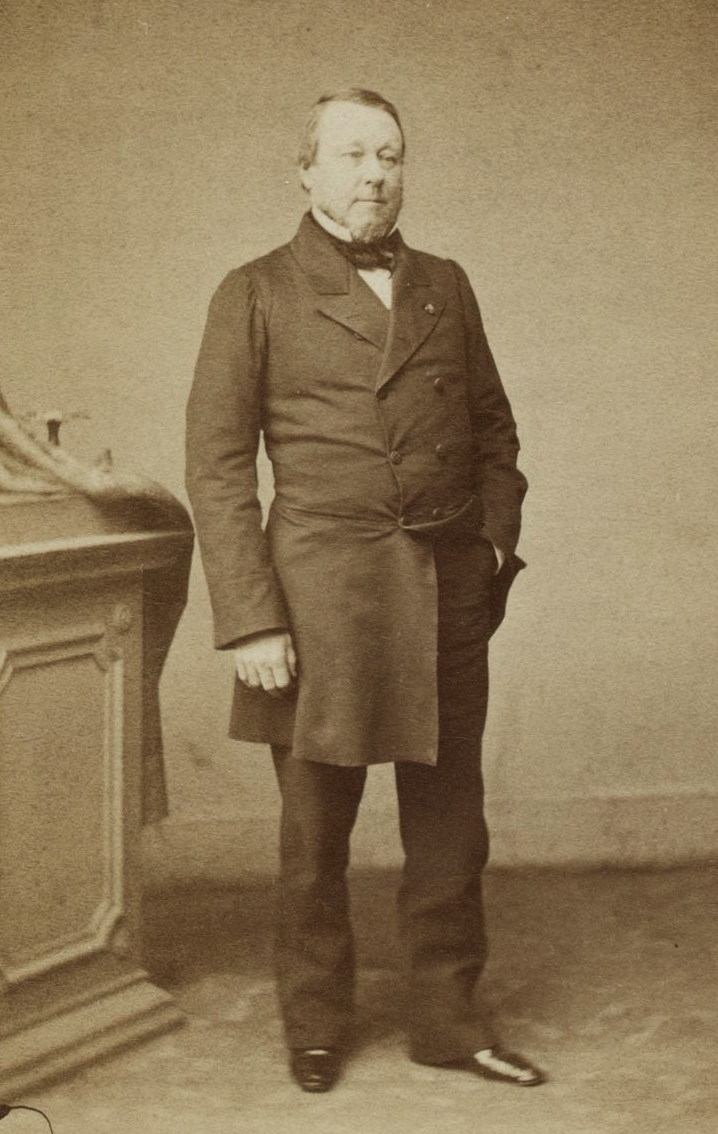
Charles Marie Philippe de Kerhallet

Édouard Bouët-Willaumez avait suggéré malgré les réticences du Ministère de la Marine, des créations de forts pour garantir le commerce français sur la côte à Garraway, Grand-Bassam et Assinie. Il suivait les recommandations du chevalier Damon annonçant la richesse d'Assinie et de Grand-Bassam en or et en ivoire en 1687. Le nom "Côte d'Ivoire" que Bouët attribue à ce pays provient de cette évidence.
L'établissement des Français intervient à partir de 1842. Bouët envoie le vaisseau La Malouine sous les ordres du lieutenant de vaisseau Charles Marie Philippes de Kerhallet et deux autres canonnières L'Aigle et L'Alouette sous le commandement d'Alphonse Fleuriot de Langle sur la côte de Guinée. Ils quittent l'île de Gorée le 25 juillet 1843 à bord de l'Alouette et arrivent le 17 août 1843 au large de Grand-Bassam.

« Monsieur le Gouverneur,
En commençant mon rapport, permettez-moi de vous exposer les motifs qui m'ont fait choisir le point de Grand-Bassam, comme le plus important à occuper (...) Chacun d'ailleurs était d'accord sur ce point essentiel qu'il fallait occuper le Grand-Bassam, l'un des plus riches de la côte avant que les Anglais ne viennent s'y établir (...) Le pays est riche en or et en ivoire. Un bâtiment y ferait commercialement de belles affaires (...) Le pays et la population sont portés sur nous ; mieux cette population ne peut vivre sans échanger »

— Le Commandant de l'Alouette, signé De Kerhallet, Rapport n°10 : expédition au Grand-Bassam, 1re partie,

#### 1843-1886: première capitale de la Côte de l'Or française
De 1843 à 1886, la capitale des possessions françaises de la Côte d'Or est Grand-Bassam, situé à l'embouchure du fleuve Comoé, débouché naturel des caravanes venant des régions forestières et savanicoles et où vivent les Abouré et les Nzema qui jouent le rôle d'intermédiaires et d'interlocuteurs entre les populations de l'intérieur et les capitaines des navires européens. C'est à partir de Grand-Bassam que la France a entrepris la conquête du bassin occidental de la lagune Ébrié et des régions du fleuve Comoé.
Le traité signé par le régent Attekeble, appelé aussi le "roi Peter" consacre la protection de la France, qui ne prend possession de ce village que le 28 septembre 1843. Elle bénéficie de l'octroi d'un terrain pour y bâtir un fort - le futur Fort Nemours - en échange de l'acquittement du versement d'une coutume annuelle en guise de dédommagement. Sur la Côte de l'Or, La France ne contrôle que 2000 mètres carrés de terrain, soit 1000 mètres carrés à Assinie et 1000 autres mètres carrés à Grand-Bassam. La souveraineté de la France ne s'étend donc pas sur toute la Côte de l'Or, mais sur des portions de terre, pour ériger des blockhaus pour le commerce.
Les blockhaus de la Côte d'Or sont édifiés sur un cordon sablonneux qui sépare la lagune Ébrié et l'Océan Atlantique. Les commerçants français sont intéressés par le commerce de l'huile de palme. Ce produit est prisé parce qu'il sert à la confection de savons, de bougies et au graissage des machines. Ils bénéficient du soutien de leur gouvernement pour le débarquement des marchandises, qui sont exonérées d'impôts, de patentes et de taxes de douane. Les premières maisons de commerce à s'installer en Côte d'Or ont été Victor Régis en 1844, Renard et L'Heureux, en 1856.
De 1847 à jusqu'à la mort du roi Peter en 1854, de nombreux conflits ont émaillé les relations entre les Bassamois et les Français . Les autorités françaises nourrissent le projet de faire de Grand-Bassam le principal centre commercial de la France en Côte d'Ivoire.

#### 1886-1893: la capitale économique
En 1886, lors de la réorganisation des possessions françaises dans le golfe de Guinée, Assinie fut choisie pour abriter la capitale de la Côte d'Or. Grand-Bassam conserve néanmoins son rôle de capitale économique.

Au début des années 1890, la ville était ainsi décrite en ces termes par le père Joseph Gorju  dans l'ouvrage La Côte d'Ivoire chrétienne (1915):

« la taille de la ville était beaucoup plus modeste. Le Bassam de cette époque n'avait rien de commun avec le Bassam colonial. La partie qui constituait le centre de la ville était recouverte d'une brousse presque impénétrable, entrecoupée de marigots aux exhalaisons pestilentielles. »

L'aménagement de Grand-Bassam est confié alors aux meilleurs architectes, urbanistes et ingénieurs français du XIXe siècle.
Louis Gustave Binger, alors gouverneur, entreprend des travaux d'aménagement spéciaux afin d'adapter le site à la nouvelle fonction qu'elle va occuper au sein de la colonie.

#### 1893-1900: la capitale de la colonie de Côte d'Ivoire

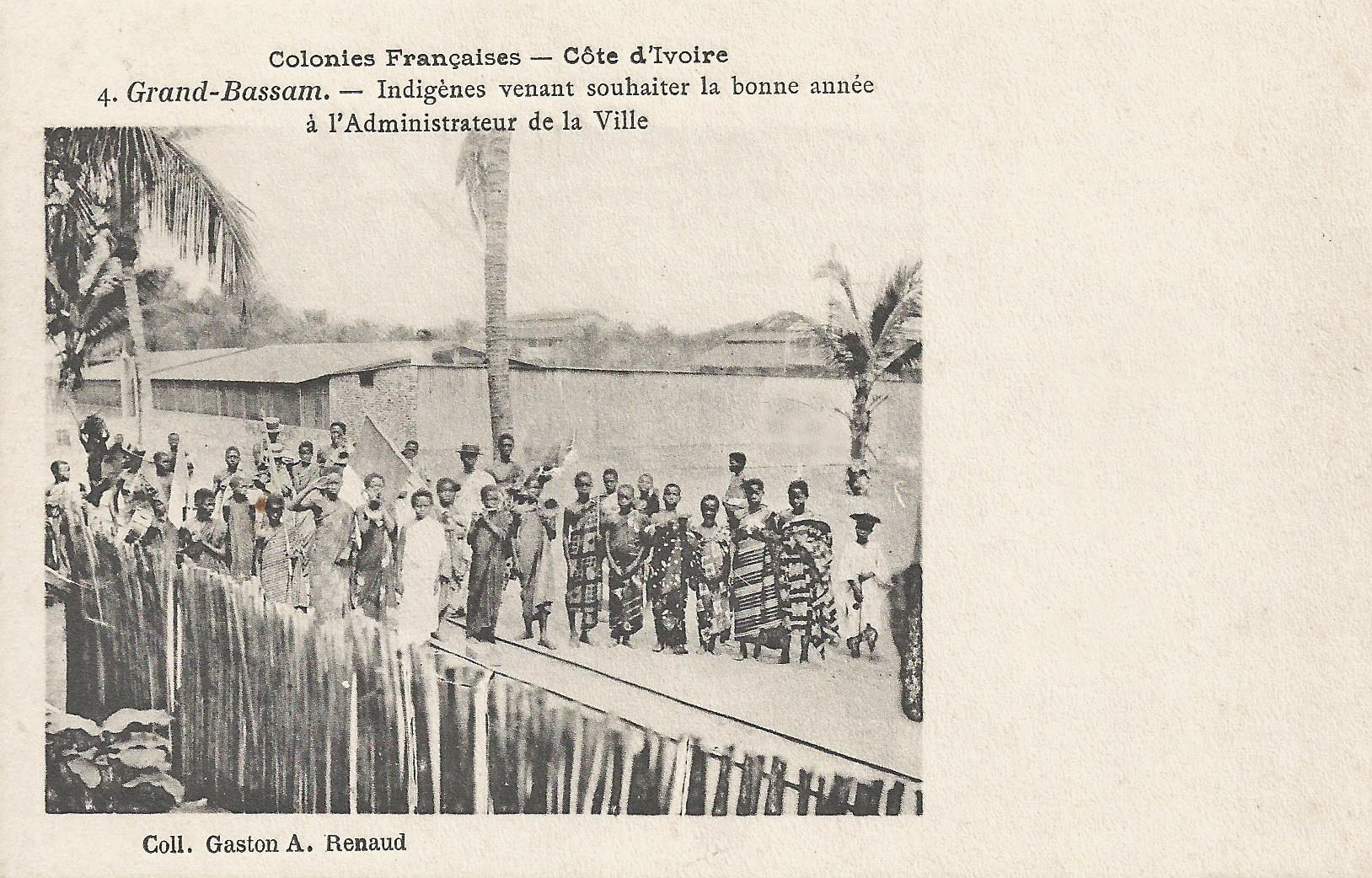
Indigènes venant souhaiter la bonne année à l'Administrateur

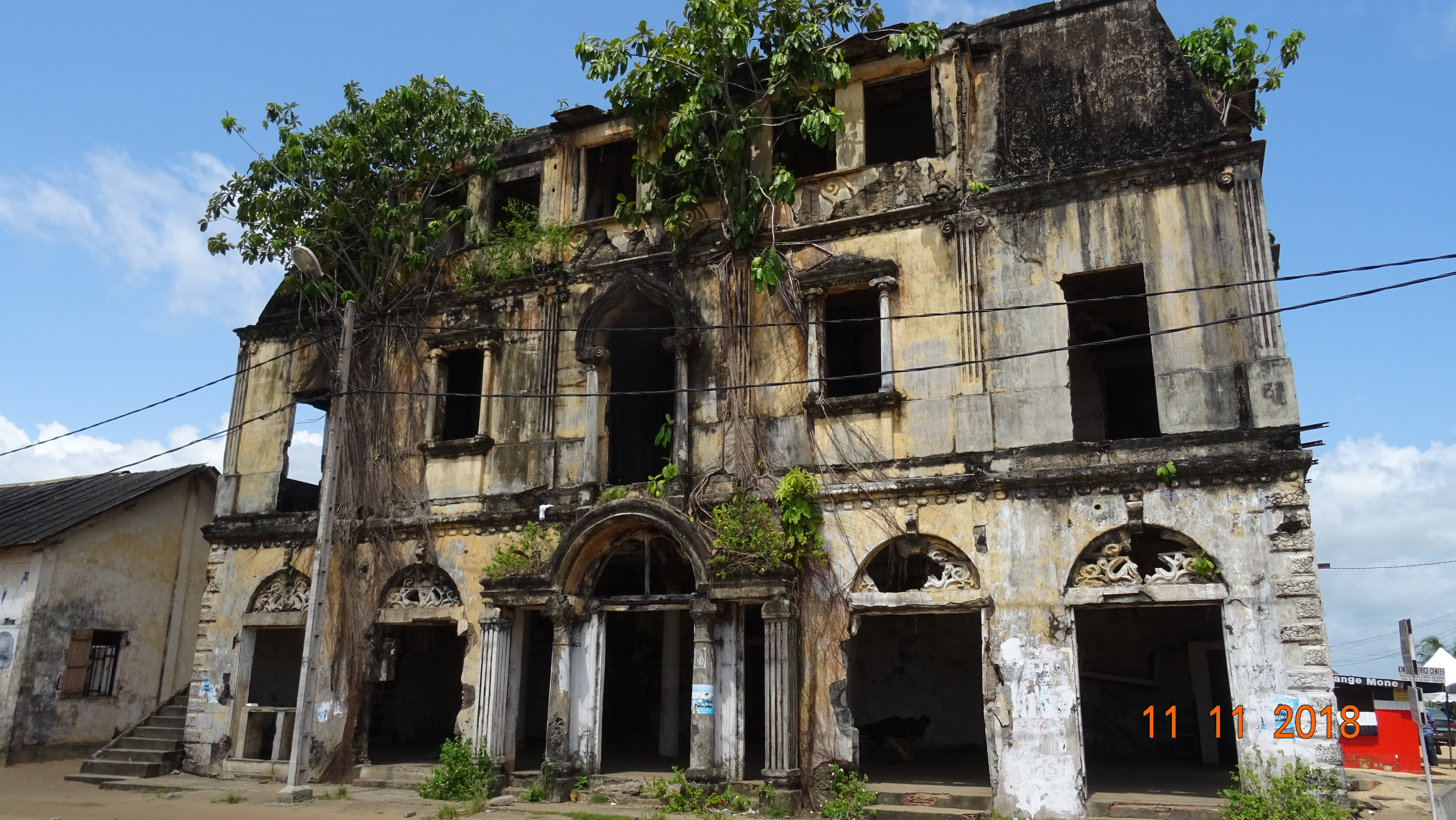
Vestiges d'architecture coloniale.

Par le décret de 10 mars 1893 et sur rapport du ministre du Commerce, de l'Industrie et des Colonies, la Côte d'Ivoire jusque-là rattachée à la Guinée française devient colonie autonome. Grand-Bassam est de nouveau choisie comme capitale de la nouvelle colonie. Elle remplit cette fonction de mars 1893 à novembre 1900.
Les premiers aménagements des colons ont été opérés sur la base du premier plan de lotissement de 1905 au quartier France. Les premiers plans de lotissement furent réalisés par l'officier du génie Nubut. Ce plan était un plan de génie militaire car pour le colonisateur il fallait se protéger, vu les conditions d'hygiènes défavorables et les risques de conflits avec les indigènes du quartier N'Zima. Cette époque marque le début de l'urbanisme en Côte d'Ivoire.
Elle perd le statut de la capitale de la Côte d'Ivoire à la suite de l'épidémie de fièvre jaune de 1899 qui a fait de nombreuses victimes parmi les Africains et les Européens.
À partir de 1900, avec la délocalisation de la capitale à Bingerville pour cause d'épidémie de fièvre jaune, les investissements en vue de l'aménagement du site de Grand-Bassam ont pris un énorme coup d'arrêt au profit de Bingerville, puis Abidjan. Cette tendance va freiner les projets de planification dans la ville jusqu'en 1987. Toutefois, la fonction économique du site demeurait et était par ailleurs en plein essor.

### XXesiècle

#### Wharf de Grand-Bassam
Avec le début de la construction du premier wharf en 1897, cette période est également celle de l'installation des grandes maisons de commerce comme la CFAO, CFCI, Woodin, etc.

#### 1900-1930: premier port de la colonie

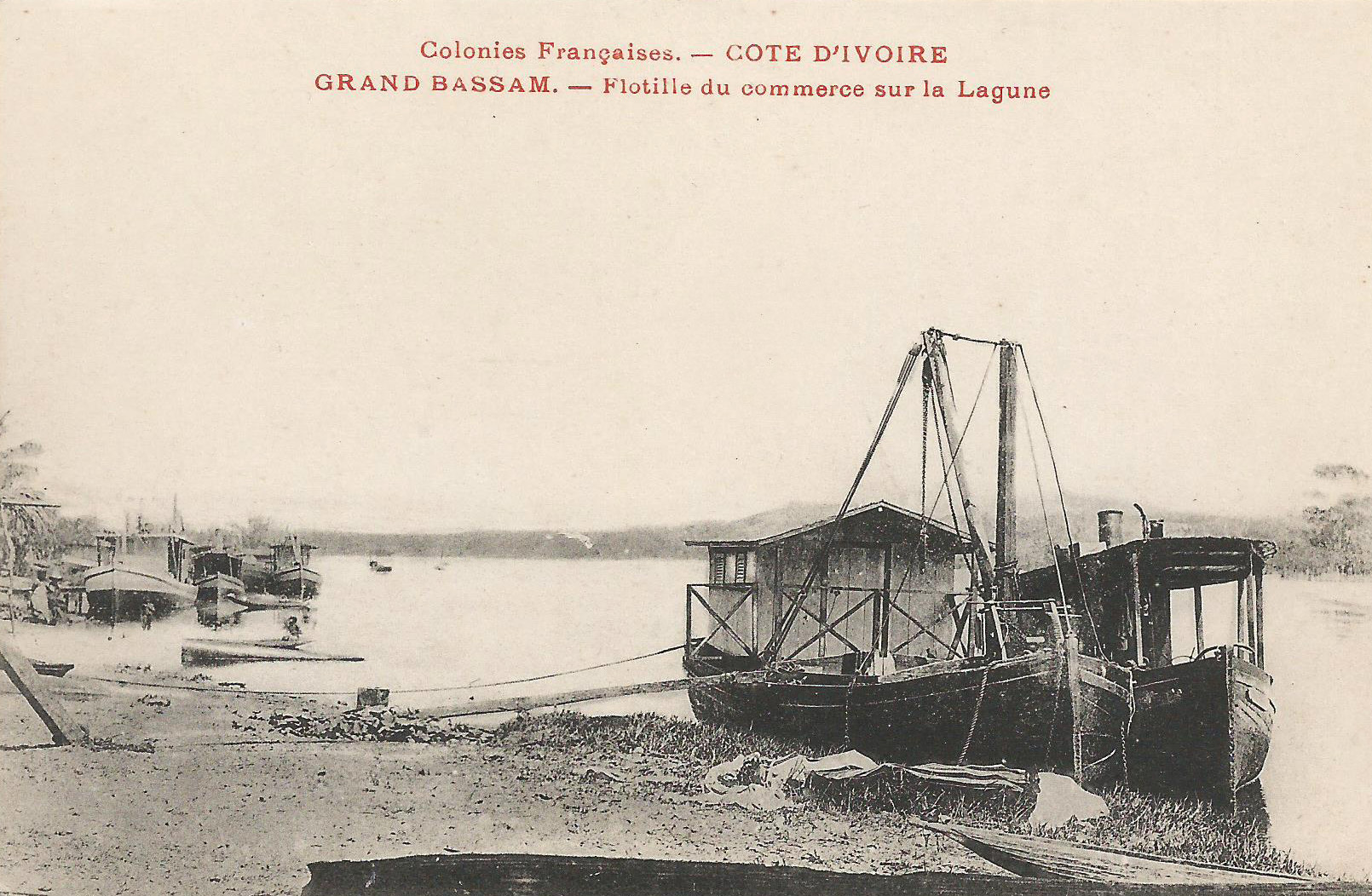
Flottille de commerce sur la lagune

En 1899, le site de Grand Bassam compte environ 2 000 habitants, mais 1 500 en 1903. Quelques années plus tard, soit en 1909, l'on dénombre 3110 habitants. Ce site enregistre une croissance urbaine de 111 habitants par an sur les cinq premières années après son érection chef-lieu de colonie. L'accélération du processus démographique a un impact sur l'urbanisation et le développement des activités économiques dans la région. La construction du fait urbain se poursuit avec l'introduction de l'électricité en 1910.
En 1902, 1920, 1924 et 1928, ce sont successivement 18 860, 77 610, 101 920 et 146 131 tonnes de marchandises qui sont exportées, faisant de la ville historique le premier port de la colonie jusqu'en 1930.

#### 1930-1987: déclin de la ville
Avec la présence de forts et des grandes maisons de commerce, la ville de Grand-Bassam, a longtemps vécu du commerce qui était la principale source de revenus des colons. Deux faits majeurs vont accélérer le déclin de la ville :
- La construction du wharf de Port-Bouët en 1931
- L'ouverture d'un nouveau port en eau profonde, celui d'Abidjan avec le percement du canal de Vridi[17].

Ces nouvelles infrastructures ont pour conséquence le déplacement du poumon de l'économie de traite et des grandes maisons de commerce de Grand-Bassam à Abidjan, tête de ligne du chemin de fer Abidjan-Niger. Dès lors, la ville sombre dans une longue léthargie. Les nombreux bâtiments, témoins de la grandeur passée de Grand-Bassam et dont l'architecture est caractéristique de la période coloniale, tombent alors en ruine.
L'acte final de ce déclin est le transfert, en 1934 de la capitale à Abidjan, suivi du palais de justice en 1954 qui faisait de Grand-Bassam la capitale judiciaire de la colonie. L'indépendance, puis l'avènement de la communalisation en 1980 n'ont pas permis de rattraper le tir. Pire, les disparités se sont accentuées entre quartier commerçant, village N'Zima et quartier résidentiel.

## Quartiers de la ville historique

### Quartier Petit-Paris
Le quartier avait la réputation d'être un haut-lieu de la prostitution durant la période coloniale[réf. nécessaire].

#### Phare de Grand-Bassam

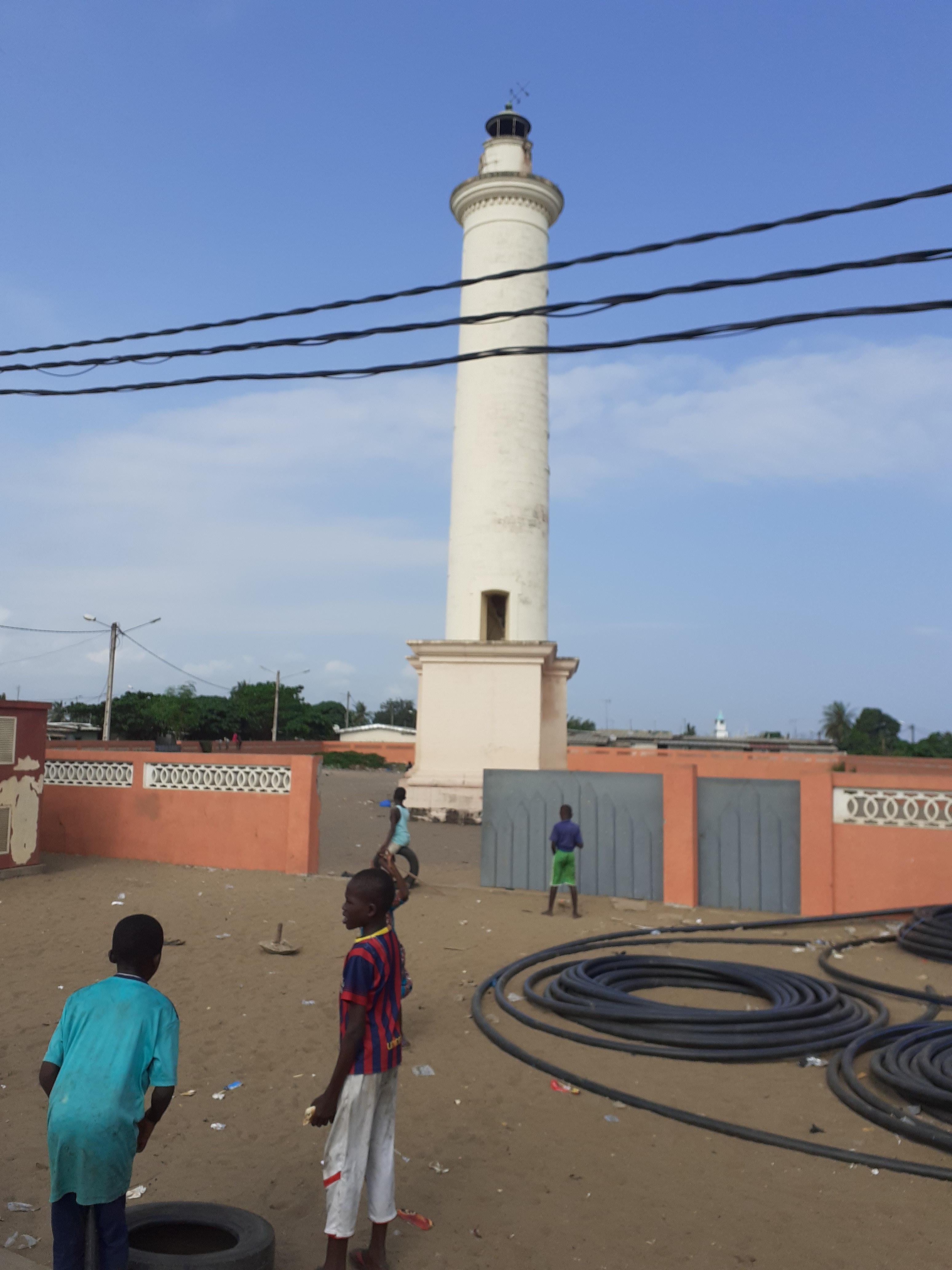
Phare de Grand-Bassam

En 1901, débute la construction du phare qui est inauguré en mars 1915, en remplacement du feu fixe qui avait été installé au bout du wharf au sommet d'une tour métallique.
La construction de ce phare  en 1915 a pour conséquence une multiplication des échanges entre la colonie et la puissance coloniale.

#### Pont de la Victoire
Le pont qui relie le quartier France au quartier Petit-Paris a été ouvert en 1928. Il s'agit d'un ouvrage métallique de 150 mètres de long et 10 mètres de large.

### Quartier France
Le quartier France montre une association remarquable de styles architecturaux militaires administratifs, commerciaux et civils. L'ensemble s'incruste dans quatre zones distinctes réalisées avec une diversité de matériaux : le secteur commercial, les quartiers administratif et résidentiel. Cette disposition a fait de Grand-Bassam un pôle de la réussite de la mission colonisatrice de la France en Afrique de l'Ouest et une ville de premier plan dans la colonie de Côte d'Ivoire.

#### Zone administrative
L'importance de la ville de Grand-Bassam dans le tissu urbain de la colonie est due à la fonction administrative occupée par celle-ci. Le renforcement de cette fonction est consécutif à la création en 1909 d'une commission consultative constituée de cinq membres, chargée d'étudier les questions d'intérêt local et travaillant sous la supervision de l'administrateur général. À la suite de l'installation des grandes firmes commerciales, l'administration s'affirme un peu plus avec un accent sur le développement des activités économiques. Cet état de fait renforce le rôle dominant de Grand-Bassam dans l'armature urbaine qui constitue donc à cette époque un point de contact privilégié entre le commerce intérieur et celui de la côte. Le renforcement de l'administration se poursuit avec la construction du palais du gouverneur en 1893 et de plusieurs bâtiments administratifs comme la douane, les impôts, le palais de justice en 1911 et autres services publics de la colonie.
Le choix de Grand-Bassam comme capitale, amène les autorités coloniales à privilégier un certain nombre d'infrastructures, notamment celles concernant la fonction portuaire de la ville.
Enfin, un peu plus vers l'ouest, c'est le quartier administratif, caractérisé par des bâtiments aux architectures particulières et bâtis sur de grandes parcelles. Au bout de ce processus, la répartition fonctionnelle et sociologique du quartier France apparaît clairement et est fondée sur des lots concédés définitivement aux propriétaires qui les ont mis en valeur.

##### Poste et douane

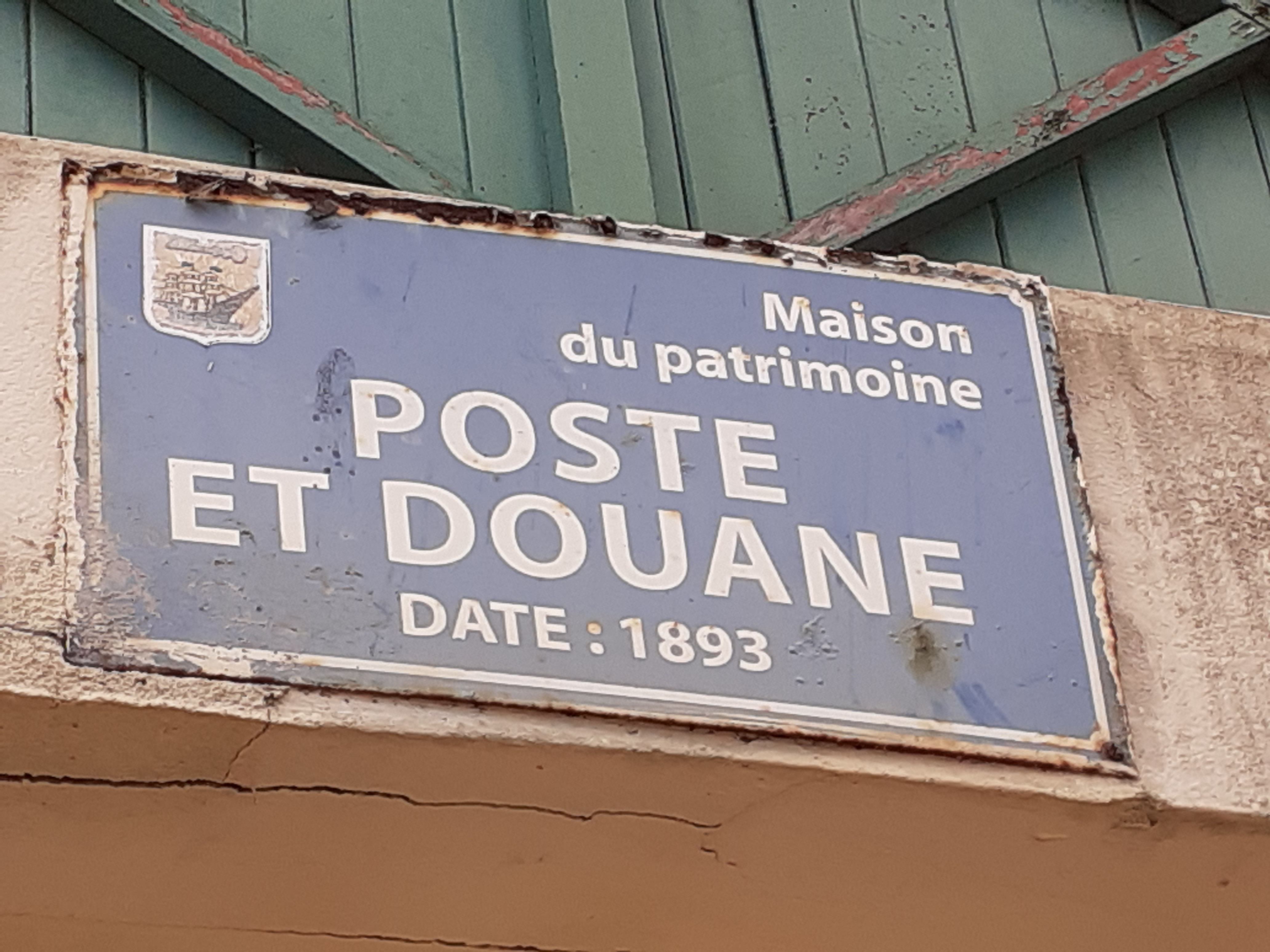
Poste et douane de Grand-Bassam

Les droits de douane n'ont été appliqués en Côte d'Or qu'après le troisième retour des Français en Côte d'Ivoire. En 1878, la France nomme comme Résident, Arthur Verdier, un négociant originaire de La Rochelle.
Le décret du 9 janvier 1885 institue les droits de douane de sortie à 5 francs la tonne. C'est durant cette même année que la France décide l'érection de postes de douane dans certains centres commerciaux du littoral oriental. La mise en forme du projet est confiée à Charles Bour, ancien sergent de l'infanterie de marine et administrateur de 3e classe, qui est nommé, en 1884, commandant particulier de la Côte d'Or. C'est en février 1885, en pleine saison sèche qu'il débarque à Grand-Bassam, avec pour mission d'organiser les services de douane. Les premiers postes de douanes sont construits à Assinie et à Grand-Bassam en octobre et décembre 1885.

##### Palais du Gouverneur
L’ancien palais du gouverneur est situé sur une grande parcelle limitée au sud par le boulevard Treich-Laplène et au nord par le boulevard Bonhoure. Il a servi de lieu de fonction aux quatre premiers gouverneurs de la colonie de Côte d'Ivoire : Louis Gustave Binger (1893-1896), Eugene Bertin (1896), Louis Moutet (1896-1898) et Henry Charles Roberdeau (1898-1902).
Le palais est construit à l’aide d’élément préfabriqués livrés en avril 1893, en particulier des poutres et poutrelles métalliques, se basant sur un bâtiment préexistant datant de 1849. En 1895, le bâtiment, composé d’un soubassement de deux mètres qui sert d’entrepôt, d’un rez-de-chaussée surélevé et d’un étage, est entouré d’une véranda soutenue par des petites colonnes métalliques de quatre travées sur les façades latérales et de six travées sur les façades nord et sud. Des escaliers droits relient les étages dans l’épaisseur de la véranda qui fait le tour du bâtiment. Quelques années après sa construction, la structure métallique extérieure est enrobée de maçonnerie pour la protéger de la corrosion marine. Un nouvel escalier est alors réalisé sur la façade sud. Sur les façades longitudinales, l’axe central est marqué par une colonne, rendant impossible la mise en place d’une entrée centrale. La colonne axiale du rez-de-chaussée est donc plus tard supprimée et remplacée par une arcade centrale devant laquelle est construit l’escalier à double rampe actuel.

#### Zone commerciale
Le quartier commercial caractérisé par un parcellaire mixte. Les concessions de grande superficie appartenaient aux Français, premiers habitants du site, ensuite les superficies moyennes aux Libano-Syriens, à quelques Européens et aux grands planteurs africains de l'époque.

##### Marché aux viandes et légumes

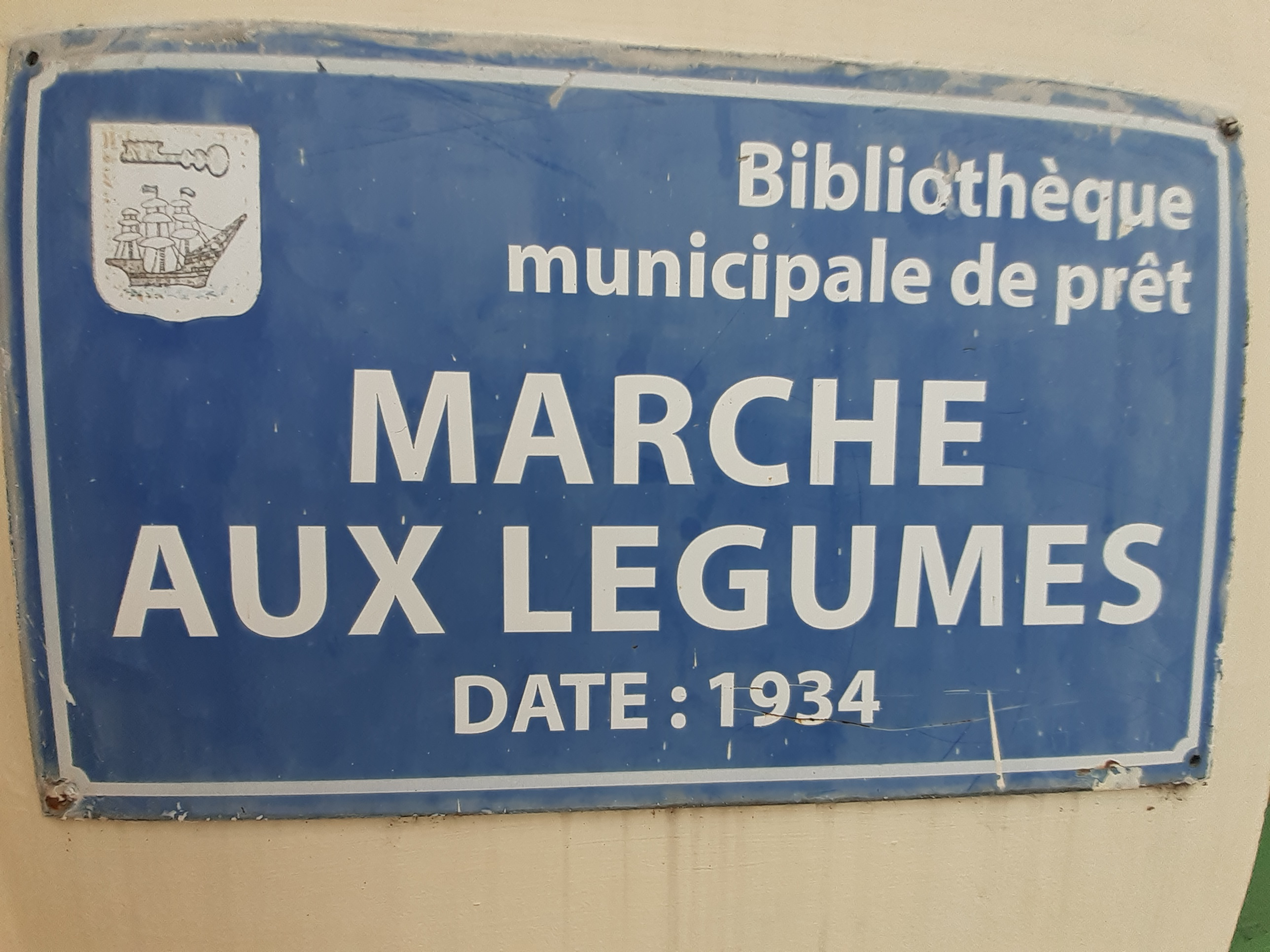
Marché aux légumes

##### Les maisons de la zone commerciale
- Maison Varlet
- Maison Ganamet
- Maison Treich-Laplène
- Maison Édouard Aka
- Maison Ketoure

### Village N'zima

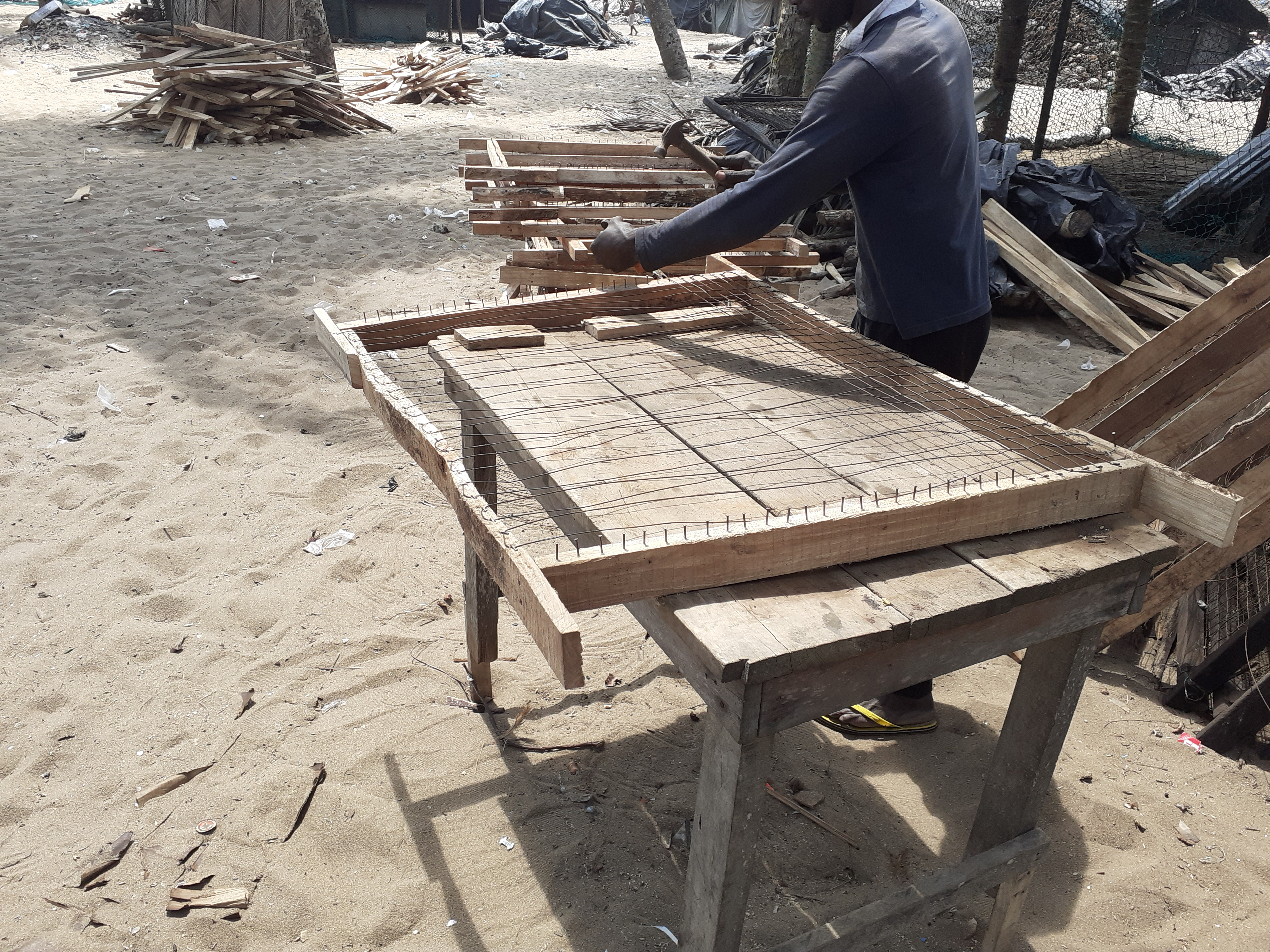
Pêcheur du village N'Zima

Partant de l'ancien site du fort, on observe le village des autochtones N'zima

#### Fort Nemours
Le fort Nemours est bâti du 17 août au 28 septembre 1843. Le site de Grand-Bassam est aménagé progressivement en 1850 de l'Est vers l'Ouest avec le fort pour point de départ. Des baraquements en 1880 aux habitats en "dur" de 1934, c'est tout un processus de construction et d'innovations qui est rythmé par sa présence. Il est détruit en 1909.

## Un joyau patrimonial à promouvoir
L'ensemble de la ville coloniale, renfermant les bâtiments dont la spécificité vient d'être montrée, subit les affres du temps et des réhabilitations le plus souvent inadaptées pour ne citer que ces cas. D'où l'urgence d'accorder à cette ville, point de départ de l'urbanisation de la Côte d'Ivoire moderne, une attention particulière. C'est-à-dire contribuer, après l'inscription du quartier France de Grand-Bassam sur la liste du patrimoine mondial de l'humanité de l'UNESCO (36e session tenue du 24 juin au 06 juillet 2012 à Saint-Pétersbourg en fédération de Russie), à la protection, à la sauvegarde et à la valorisation des bâtisses pour la postérité. Cette quête bénéficie des populations bassamoises. D'ores et déjà des particuliers européens ont rénové certains bâtiments.
Le site a été inscrit en 2012 sur la liste du patrimoine mondial de l'UNESCO en se basant sur les critères (iii) et (iv).

## Description
Elle offre d’une part une architecture et un urbanisme colonial fonctionnaliste adaptés aux conditions climatiques et suivant les préoccupations hygiénistes de l’époque, d’autre part un village N’zima qui met en évidence la permanence des cultures autochtones. Grand-Bassam fut la première capitale coloniale, portuaire, économique et juridique de la Côte d’Ivoire ; elle témoigne des relations sociales complexes entre les Européens et les Africains, puis du mouvement populaire en faveur de l’indépendance.
Grand-Bassam témoigne par son organisation urbaine bien préservée d’une importante tradition culturelle liée à son rôle de capitale coloniale, de centre administratif à l’échelle de l’ancienne Afrique occidentale française et de pôle commercial régional. Des années 1880 aux années 1950, la ville rassembla et confronta différentes populations africaines, européennes et moyen-orientales, dans une cohabitation simultanément harmonieuse et conflictuelle.
Grand-Bassam offre un exemple éminent d'urbanisme colonial rationnel par ses quartiers spécialisés au sein d'un réseau urbain d'ensemble où la végétation tient une place importante. L’architecture coloniale est caractérisée par un style sobre et fonctionnel, utilisant les principes hygiénistes appliqués à une situation tropicale. L'organisation de la maison vernaculaire au sein du village N'zima lui fait écho, exprimant la permanence des valeurs autochtones.
La ville, véritable poumon économique du territoire des comptoirs français du golfe de Guinée – qui a précédé la Côte d’Ivoire moderne – a attiré des populations venant de toutes les contrées d’Afrique, d’Europe et du Levant méditerranéen

### Intégrité
L’intégrité du tissu urbain et de son environnement est plutôt bonne. Le bien comprend des ensembles suffisamment importants d’éléments bâtis caractéristiques pour être bien compris. Toutefois, l’intégrité architecturale des bâtiments est menacée de plusieurs cas par l’abandon et par l’absence d’entretien. L’intégrité du paysage urbain est parfois menacée par la pression foncière liée au tourisme des plages.

### Authenticité
L’authenticité du tissu urbain a été globalement conservée, permettant une expression satisfaisante de la valeur universelle exceptionnelle du bien. Si certains bâtiments, généralement publics, ont été convenablement restaurés et réutilisés, l’intégrité architecturale d’un grand nombre d’immeubles est souvent médiocre ou mauvaise, et leur authenticité est parfois altérée par des adaptations peu conformes.

### Éléments requis en matière de protection et de gestion
La protection du bien et son système de gestion sont appropriés et leur mise en place est en cours, notamment via l’institution de la Maison du patrimoine et via la Commission transversale des permis de construire. Il est toutefois indispensable de confirmer le caractère suspensif des décisions de cette dernière et de renforcer les moyens humains et financiers destinés à la conservation du bien. Les limites de la zone tampon unifiée devraient être étendues autour du quartier du Petit Paris et du phare comme indiqué dans le premier dossier de proposition d’inscription.